# Weltkongress der Ukrainer
Der Weltkongress der Ukrainer (ukrainisch Світовий конґрес українців, deutsch ‚Ukrainischer Weltkongress‘, englisch Ukrainian World Congress) ist eine internationale Nichtregierungsorganisation, die die Interessen der Ukrainer außerhalb der Ukraine vertritt. Die Leitung hat ein Exekutivkomitee inne. Präsident ist Eugene Czolij.

## Tätigkeit
Der Verband setzt sich für die Rechte der Ukrainer im Ausland ein. Er unterstützt ihre Organisationen in den einzelnen Ländern und vernetzt sie. Der Weltkongress engagiert sich auch für eine Stärkung der Ukraine und für ihre territoriale Integrität und Souveränität.

## Strukturen
Es gibt Mitgliedsorganisationen in 33 Ländern. Der Verband ist in mehr als 15 weiteren Staaten aktiv. In ihm arbeiten 12 verschiedene Kommissionen und Komitees, z. B. die Vertretung bei der UNO. Der Sitz ist in Toronto in Kanada. Der Weltkongress ist beratendes Mitglied im Wirtschafts- und Sozialrat der Vereinten Nationen seit 2003.

## Geschichte
1967 wurde die Organisation als Weltkongress der freien Ukraine (World Congress of Free Ukraine) in New York City gegründet. 1993 benannte sie sich in den heutigen Namen um.
2014 sandte er eine internationale Beobachtermission zu den Präsidentschafts- und Parlamentswahlen in der Ukraine.
2015 wurde von der russischen Staatsduma vorgeschlagen, ihn zur „unerwünschten ausländischen Organisation“ in Russland zu erklären. Eine offizielle Registrierung erfolgte bisher nicht.